# Isola del Capo Bretone
L'isola del Capo Bretone (in inglese Cape Breton Island, in francese île du Cap-Breton, in gaelico scozzese Eilean Cheap Bhreatainn, in Míkmaq: Únamakika, semplicemente: Cape Breton) è un'isola nella provincia della Nuova Scozia, in Canada. Ha una popolazione di circa 132 000 abitanti e una superficie di oltre 10300 km². La costa meridionale affaccia sullo stretto di Northumberland, che la divide dalla penisola della Nuova Scozia, mentre a nord lo stretto di Caboto la separa dall'isola di Terranova.